# 김수연 (1989년)
김수연(金守娟, 1989년 8월 30일~)은 대한민국의 여자 축구 선수로, 포지션은 미드필더이다. 현재 WK리그 수원 FC 위민 소속으로 뛰고 있다.

## 학력
- 강일여자고등학교 졸업
- 한양여자대학교 졸업

## 선수 경력
- 2015년 2월 1일 기준

### 클럽
| 클럽            | 시즌 | WK리그 | WK리그 | 전국여자축구선수권대회 | 전국여자축구선수권대회 | 전국체육대회 | 전국체육대회 | 통산 | 통산 |
| 클럽            | 시즌 | 출장   | 득점   | 출장                   | 득점                   | 출장         | 득점         | 출장 | 득점 |
| --------------- | ---- | ------ | ------ | ---------------------- | ---------------------- | ------------ | ------------ | ---- | ---- |
| 충남 일화 천마  | 2010 | 16     | 8      | 3                      | 1                      | 1            | 0            | 20   | 9    |
| 충남 일화 천마  | 2011 | 13     | 4      | 5                      | 1                      | 2            | 1            | 20   | 6    |
| 충북 스포츠토토 | 2012 | 19     | 4      | 3                      | 0                      | 3            | 1            | 25   | 5    |
| 충북 스포츠토토 | 2013 | 21     | 1      | 4                      | 0                      | 2            | 0            | 27   | 1    |
| 화천 KSPO       | 2014 | 20     | 1      | 1                      | 0                      | 2            | 1            | 23   | 2    |
| 화천 KSPO       | 2015 |        |        |                        |                        |              |              |      |      |
| 통산            | 통산 | 89     | 18     | 16                     | 2                      | 10           | 3            | 115  | 23   |

### 국가대표팀
- 2006년 피스퀸컵 국가대표
- 2007년 AFC U-19 여자 챔피언십 국가대표
- 2008년 AFC 여자 아시안컵 국가대표
- 2008년 피스퀸컵 국가대표
- 2010년 동아시아 여자 축구 선수권 대회 국가대표
- 2010년 AFC 여자 아시안컵 국가대표
- 2010년 피스퀸컵 국가대표
- 2010년 아시안 게임 여자 축구 국가대표
- 2012년 키프로스컵 국가대표
- 2013년 EAFF 여자 동아시안컵 국가대표
- 2014년 키프로스컵 국가대표
- 2014년 AFC 여자 아시안컵 국가대표
- 2015년 FIFA 여자 월드컵 국가대표

## 국가대표팀 득점 기록
- 2015년 7월 1일 기준
- 득점과 결과 리스트는 대한민국 여자 축구 국가대표팀의 득점을 먼저 기록

| #  | 일시            | 장소                 | 상대 국가              | 득점 | 결과 | 경기 형식                                  |
| -- | --------------- | -------------------- | ---------------------- | ---- | ---- | ------------------------------------------ |
| 1  | 2008년 6월 2일  | 베트남, 호찌민 시    | 중화 타이베이          | 2-0  | 2-0  | 2008년 AFC 여자 아시안컵                   |
| 2  | 2008년 6월 16일 | 대한민국, 수원시     | 캐나다                 | 1-3  | 1-3  | 2008년 피스퀸컵                            |
| 3  | 2009년 8월 24일 | 중화민국, 타이난시   | 괌                     | 6-0  | 9-0  | 2010년 동아시아 여자 축구 선수권 대회 예선 |
| 4  | 2009년 8월 28일 | 중화민국, 타이난시   | 홍콩                   | 2-0  | 7-0  | 2010년 동아시아 여자 축구 선수권 대회 예선 |
| 5  | 2009년 8월 28일 | 중화민국, 타이난시   | 홍콩                   | 3-0  | 7-0  | 2010년 동아시아 여자 축구 선수권 대회 예선 |
| 6  | 2009년 8월 28일 | 중화민국, 타이난시   | 홍콩                   | 5-0  | 7-0  | 2010년 동아시아 여자 축구 선수권 대회 예선 |
| 7  | 2009년 8월 28일 | 중화민국, 타이난시   | 홍콩                   | 7-0  | 7-0  | 2010년 동아시아 여자 축구 선수권 대회 예선 |
| 8  | 2009년 8월 30일 | 중화민국, 타이난시   | 중화 타이베이          | 4-0  | 6-0  | 2010년 동아시아 여자 축구 선수권 대회 예선 |
| 9  | 2013년 7월 21일 | 대한민국, 서울특별시 | 조선민주주의인민공화국 | 1-0  | 1-2  | 2013년 EAFF 여자 동아시안컵                |
| 10 | 2015년 6월 17일 | 캐나다, 오타와       | 스페인                 | 2-1  | 2-1  | 2015년 FIFA 여자 월드컵                    |

## 수상 경력

### 클럽

#### 충남 일화 천마
- 전국여자축구선수권대회 우승 1회: 2011

#### 충북 스포츠토토
- 전국여자축구선수권대회 준우승 1회: 2013
- 전국체육대회 준우승 1회: 2012

### 국가대표팀
- 2007년 AFC U-19 여자 챔피언십 4위
- 2010년 피스퀸컵 우승
- 2010년 아시안 게임 여자 축구 동메달
- 2014년 AFC 여자 아시안컵 4위

### 개인
- 2012년 WK리그 올스타전 출전